# Abdelmajid Lakhal
Abdelmajid Lakhal (àrab: عبد المجيد لكحل, ʿAbd al-Majīd Lakḥal) (Bizerta, Tunísia, 29 de novembre de 1939 - Tunis, Tunísia, 27 de setembre de 2014) va ser un actor i director tunisià.
Va néixer a Bizerta i passà la joventut a Hammam-Lif. El seu primer treball fou Khatimatou Ennafaf, el 1948. El 1960 ingressà al Conservatori Nacional de Teatre, Música i Dansa de Tunis. El 1971 va fer la seva primera feina professional com a director, i el 1974 va dirigir El mercader de Venècia, de William Shakespeare. El 2000 i 2001 va dirigir La gavina (àrab: النوارس) d'Anton Txèkhov al Teatre Municipal de la ciutat de Tunis.
Després de molts treballs en teatre, televisió i cinema, organitzava i dirigia obres amb la Companyia del Teatre Municipal de Tunísia. Els darrers 3-4 anys de vida es retirà per problemes de salut. Morí el 27 de setembre de 2014 i fou enterrat el mateix dia al cementiri de Boukornine, a Hammam Lif.